# Takashi Niigaki
Takashi Niigaki (新垣 隆, Niigaki Takashi, Tóquio, 1 de setembro de 1970) é um compositor, pianista e professor de música japonês, conhecido por ter composto peças em nome do célebre compositor supostamente surdo Mamoru Samuragochi e por admitir seu papel nessa fraude em 2014, antes do uso de uma de suas peças nos Jogos Olímpicos de Inverno de 2014 pelo patinador artístico Daisuke Takahashi.

## Biografia
Takashi Niigaki nasceu em Tóquio. Ele é um compositor e professor de música japonês que serviu como orquestrador e escritor fantasma de Mamoru Samuragochi por 18 anos, compondo obras musicais que incluíram as trilhas sonoras de Resident Evil: Director's Cut Dual Shock Ver. (1998) e Onimusha: Warlords (2001). Ele também compôs a Sinfonia nº 1 "Hiroshima", anteriormente creditada a Samuragochi até fevereiro de 2014, quando Niigaki revelou publicamente que ele era o verdadeiro compositor.

## Escrita fantasma
Em 5 de fevereiro de 2014, Niigaki revelou publicamente que ele era o escritor fantasma por trás da maioria das músicas anteriormente atribuídas a Mamoru Samuragochi desde 1996. Niigaki foi à imprensa porque uma das composições reivindicadas por Samuragochi seria usada pelo patinador artístico japonês Daisuke Takahashi nos Jogos Olímpicos de Inverno de 2014, em Sochi.
A Sinfonia nº 1 "Hiroshima" foi uma adaptação de obras pouco conhecidas de compositores anteriores, incluindo Gustav Mahler, conforme observado pelo compositor Takeo Noguchi quando foi executada em turnê por uma orquestra completa; duvidando das afirmações de Samuragochi - fornecidas inteiramente por sua gravadora - Noguchi escreveu um artigo sobre o assunto, que foi rejeitado por publicações musicais patrocinadas pela gravadora de Samuragochi. O artigo foi publicado na edição de novembro de 2013 da revista semanal Shincho 45, com o título "O gênio compositor surdo – Mamoru Samuragochi é genuíno? (「全聾の天才作曲家」佐村河内守は本物か). Após a revelação de ghostwriting, o artigo de Noguchi recebeu o prêmio Editors' Choice Magazine Journalism Award. Jornalistas declararam - embora 'principalmente em retrospectiva' e como parte das "reflexões e autocríticas no Japão e no exterior" que surgiram após a revelação da farsa de Samuragochi - que a música é 'imitações fracas e abaixo da média de Mahler e Brahms, e não deveria ter sido celebrada em primeiro lugar' e 'basicamente um pastiche amador de Mahler'.

## Carreira subsequente
Após o escândalo, Takashi Niigaki recebeu apoio de amigos do meio musical, incluindo o compositor Kenichi Nishizawa, que organizou uma petição pedindo à instituição onde Niigaki lecionava que fosse tolerante com ele; ainda assim, Niigaki optou por se demitir. Um concerto intitulado "Takashi Niigaki Collection with Friends" foi realizado em 7 de junho de 2014, organizado por seus apoiadores. Ele passou a aparecer na televisão, cultivando "uma reputação de personagem cômico, além de ser reconhecido por seu talento musical".
Em fevereiro de 2015, Shigeru Kudo, líder da Orquestra Sinfônica de Higashihiroshima — o primeiro conjunto amador a executar a Sinfonia de Hiroshima — encomendou a Niigaki a composição de uma nova sinfonia. Em 15 de agosto de 2016, a Sinfonia nº 2 de Niigaki, intitulada "Litania", foi executada pela primeira vez, em Hiroshima. Niigaki também fez uma performance solo de seu concerto para piano, "Shinsei" ("Novo Nascimento"). A segunda apresentação ocorreu em Tóquio, em 23 de agosto de 2016. Na criação dessa sinfonia, Niigaki se inspirou em "uma forma de oração no Cristianismo... um diálogo entre o clero e a congregação", o que deu origem ao nome da obra.
Em 2018, ele formou a banda Genie High com Enon Kawatani, Ikkyu Nakajima, o apresentador de TV Kunihiro "Kukki!" Kawashima e o comediante Kazutoyo Koyabu.

## Obras
As obras abaixo foram anteriormente creditadas a Mamoru Samuragochi, mas mais tarde foram identificadas como tendo sido compostas por Niigaki.
Orquestra
- Sinfonia nº 1 "Hiroshima"[18]
- Sonatina para Violino[18]

Concluída em 2003, "Hiroshima" foi tocada pela primeira vez em um concerto realizado para comemorar a reunião dos líderes do Grupo dos Oito em Hiroshima em 2008. Foi lançada em CD em 2011 como parte das comemorações do 100.º aniversário da gravadora Nippon Columbia.
Trilha sonora de filmes
- Kosumosu (1997)[20][21]
- Sakura, Futatabi no Kanako (2013)[22]

Trilha sonora de jogos eletrônicos
- Resident Evil: Director's Cut Dual Shock Ver. (1998)[23]
- Onimusha: Warlords (2001)[24]